# Abanatus beloti
Abanatus beloti is een hooiwagen uit de familie Assamiidae. De wetenschappelijke naam van Abanatus beloti gaat terug op Roewer.